# Unbeautiful
Unbeautiful è l'album di debutto della cantante irlandese Lesley Roy, pubblicato il 30 settembre 2008.

## Tracce
1. I'm Gone, I'm Going – 3:25 (Lesley Roy, Max Martin, Shellback, Alexander Kronlund)
2. Here for You Now – 3:28 (Lesley Roy, Max Martin)
3. Slow Goodbye – 3:50 (Lesley Roy, Max Martin, Dr. Luke, Katy Perry)
4. Unbeautiful – 3:51 (Lesley Roy, Max Martin, Rami Yacoub)
5. Psycho Bitch – 3:11 (Lesley Roy, Max Martin, Savan Kotecha)
6. When I Look at You – 3:27 (Lesley Roy, Kara DioGuardi, Greg Wells)
7. Thinking Out Loud – 3:34 (Lesley Roy, Max Martin)
8. Dead But Breathing – 3:44 (Lesley Roy, Max Martin, Camela Leierth, Per Aldeheim)
9. Misfit – 3:28 (Desmond Child, Andreas Carlsson, Evan Taubenfield)
10. Make It Back – 3:13 (Lesley Roy, Mitch Allan, David Hodges)
11. Crushed – 3:46 (Lesley Roy, Emanuel Kiriakou, L. Robbins)
12. Come to Your Senses – 3:48 (Lesley Roy, R, O'Connor)
13. Come Back – 3:48 (Lesley Roy, David Hodges)